# St. Petrus (Lauenberg)

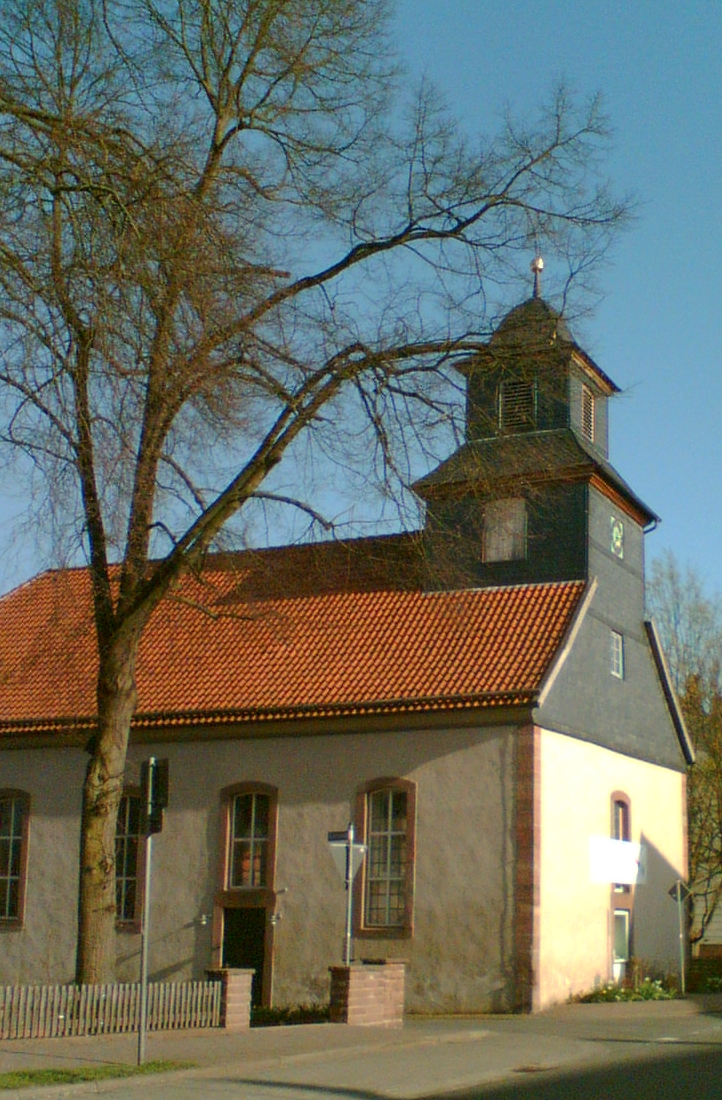
St. Petrus

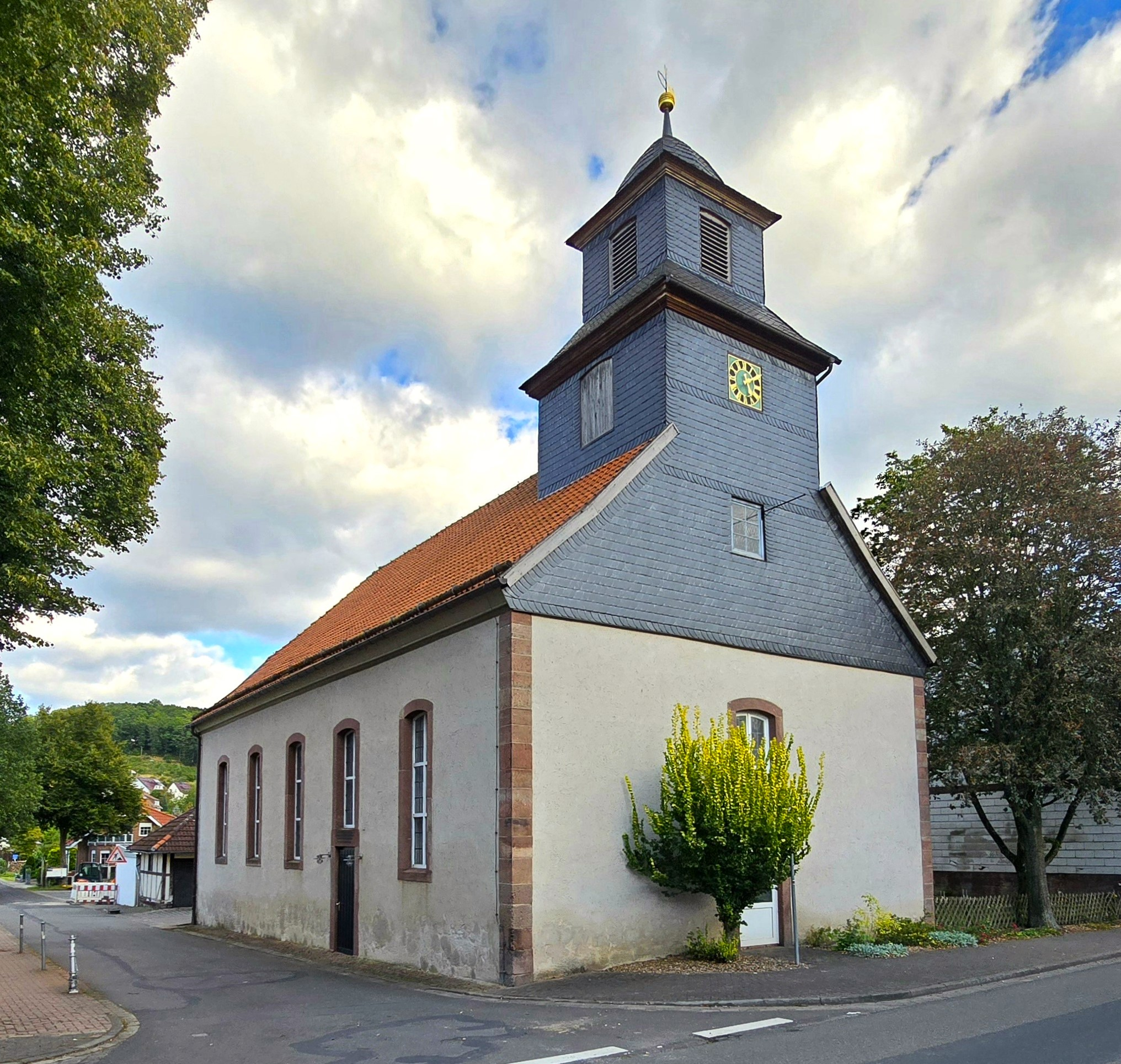
St. Petrus

Die evangelisch-lutherische, denkmalgeschützte Kirche St. Petrus steht in Lauenberg, einem Stadtteil der Stadt Dassel im Landkreis Northeim von Niedersachsen. Die Kirchengemeinde Lauenberg-Hilwartshausen gehört zum Kirchenkreis Leine-Solling im Sprengel Hildesheim-Göttingen der Evangelisch-lutherischen Landeskirche Hannovers.

## Beschreibung
Die Saalkirche wurde 1779 erbaut. Im Westen erhebt sich aus dem Satteldach des Kirchenschiffs ein schiefergedeckter quadratischer Dachturm, der mit einem Pyramidenstumpf bedeckt ist, auf dem eine Laterne mit Klangarkaden sitzt, bekrönt mit einer glockenförmigen Haube.